# 50P/Arend
O Cometa Arend ou 50P/Arend é um cometa periódico do nosso sistema solar. O cometa foi ilustrado em cerca de uma magnitude de 14 e também exibiu um núcleo dentro de um coma de 14 segundos de arco de diâmetro. Desde a sua descoberta, o cometa teve 7 periélios com seu último retorno registrado a partir da Terra em 1 de novembro de 2007. O próximo periélio do cometa ocorrerá no ano de 2016.

## Descoberta
Ele foi descoberto em 4 de outubro de 1951, pelo astrônomo Sylvain Julien Victor Arend, através do Observatório Real da Bélgica localizado no município de Uccle.

## Características orbitais
A órbita deste cometa tem uma excentricidade de 0,52947 e possui um semieixo maior de 4,0884 UA. O seu periélio leva o mesmo a uma distância de 1,9237 UA em relação ao Sol e seu afélio a 6,2531 UA.